# Justí de Jerusalem
Justí de Jerusalem fou un abat del monestir de Sant Anastasi a uns 6 km de Jerusalem, que vivia vers el 620. És esmentat a l'Acta S. Anastasii Persae Martyris, (versió llatina a Acta Sanctorum, Januar. vol. 2. p. 426, & ss) que hauria escrit la Epistola ad Zenam et Serenum, que també s'atribuí a Justí Màrtir.